# Contrada di Borgo San Giovanni
La Contrada di Borgo San Giovanni è una delle otto contrade facenti parte del Palio di Ferrara, attualmente la contrada con più Palii vinti,45.

## Gonfalone
Il suo stemma raffigura la lince bendata, una volta emblema del marchese Niccolò III d'Este; alla morte di quest'ultimo la lince venne bendata da Leonello d'Este in segno di lutto. I colori ufficiali della contrada sono il rosso e il blu.

## Territorio
Essendo un borgo, i confini della contrada sono individuabili al di fuori delle mura cittadine e comprendono la zona nord-est di Ferrara espandendosi sino al limite della giurisdizione comunale. In particolare sono interessate le circoscrizioni Zona Nord, Zona Est e Zona Nord Est.
La sede della contrada è in Via del Melo, 105 a Ferrara.

## Albo d'Oro[1]
| Corsa dei Putti          | Corsa delle Putte             | Corsa delle Asine                   | Corsa dei Cavalli                                            |
| ------------------------ | ----------------------------- | ----------------------------------- | ------------------------------------------------------------ |
| 2014 - Matteo Ferroni    | 2012 - Chiara Manfredini      | 2017 - Valentina Marsili su 100lire | 2024 - Francesco Caria detto "Tremendo" su Aiò de Sedini     |
| 2012 - Moges Andreoli    | 1993 - Maria Elena Gramolelli | 1996 - Fabrizio Zagatti su Ena      | 2016 - Alessio Migheli detto “Girolamo” su Bomario da Clodia |
| 2011 - Moges Andreoli    | 1992 - Silvia Armari          | 1995 - Fabrizio Zagatti su Ena      | 1999 - Manolo Dejana su La Torbiera                          |
| 2010 - Karim Bouich      | 1991 - Silvia Armari          | 1994 - Fabrizio Zagatti su Ena      | 1988 - Claudio Bandini su Emy                                |
| 2009 - Karim Bouich      | 1990 - Silvia Armari          | 1993 - Fabrizio Zagatti su Ena      | 1979 - Massimo Montefiori su Iva                             |
| 2005 - Riccardo Bono     | 1988 - Paola Forni            | 1992 - Fabrizio Zagatti su Ena      |                                                              |
| 1999 - Giuseppe Mucerino | 1987 - Emanuela Camattari     | 1991 - Fabrizio Zagatti su Ena      |                                                              |
| 1996 - Marco Tebaldi     | 1982 - Manuela Molinari       | 1990 - Fabrizio Zagatti su Ena      |                                                              |
| 1992 - Davide Comandini  | 1981 - Manuela Molinari       | 1989 - Fabrizio Zagatti su Ena      |                                                              |
| 1990 - Fabio Turati      | 1980 - Manuela Molinari       | 1988 - Roberto Bosi su Ena          |                                                              |
| 1987 - Marco Roncarati   | 1975 - Anna Paola Baldin      | 1987 - Roberto Bosi su Ena          |                                                              |
| 1971 - Maurizio Faccini  | 1974 - Antonietta Ghelli      | 1981 - Gianni Bolzonaro su Sonia    |                                                              |
|                          | 1973 - Antonietta Ghelli      | 1973 - Salvatore su Joe Condor      |                                                              |
|                          | 1972 - Maria Cristina Monti   |                                     |                                                              |
|                          | 1971 - Loretta Pedocchi       |                                     |                                                              |

Attualmente, è la Contrada del Palio di Ferrara con il maggior numero di Palii vinti (45).
L'ultimo è il Palio di San Giorgio vinto con Francesco Caria sul cavallo Aiò de Sedini il 26 Maggio 2024.